# Кана-Верди
Кана-Верди (порт. Cana Verde) — муниципалитет в Бразилии, входит в штат Минас-Жерайс. Составная часть мезорегиона Запад штата Минас-Жерайс. Входит в экономико-статистический микрорегион Кампу-Белу. Население составляет 5710 человек на 2006 год. Занимает площадь 212,367 км². Плотность населения — 26,9 чел./км².
Праздник города — 1 сентября.

## История
Город основан 30 декабря 1962 года.

## Статистика
- Валовой внутренний продукт на 2003 год составляет 22 027 861,00 реалов (данные: Бразильский институт географии и статистики).
- Валовой внутренний продукт на душу населения на 2003 год составляет 3872,01 реалов (данные: Бразильский институт географии и статистики).
- Индекс развития человеческого потенциала на 2000 год составляет 0,747 (данные: Программа развития ООН).

## География
Климат местности: горный тропический. В соответствии с классификацией Кёппена, климат относится к категории C.V.